# Bente Daniëls
Bente Daniëls (8 augustus 1996) is een Belgisch volleybalster.

## Levensloop
Daniëls is afkomstig uit Duffel en was tijdens haar jeugd uit voor VC Zandhoven. Vervolgens ging ze naar de Topsportschool Vilvoorde. In 2013 sloot ze aan bij VC Oudegem en in 2015 maakte ze de overstap naar Dauphines Charleroi en later Hermes Volley Oostende. Na een seizoen bij de kustploeg keerde ze in 2018 terug naar Oudegem, waarmee ze in 2022 de Beker van België won. Sinds 2023 is ze aan de slag bij Volley Noorderkempen.
Daarnaast is ze actief in het beachvolleybal, waarin ze sinds 2018 een duo vormt met Lana Mees.
Van beroep is ze leerkracht.